# Monatik
Дми́трий Серге́евич Мона́тик , известный как Мона́тик или Monatik (укр. Дмитро Сергійович Монатик; род. 1 апреля 1986, Луцк, Волынская область, Украинская ССР) — украинский певец, танцор, хореограф, автор песен, композитор. Заслуженный артист Украины (2021). Наставник украинского вокального талант-шоу «Голос. Дети» (2016, 2017) и «Голос страны» (2019, 2020, 2021). В 2016 и 2019 годах стал победителем в номинации «Певец года» по версии украинской музыкальной премии «M1 Music Awards». 9 мая 2017 года англоязычной версией песни «Кружит» («Spinning») открыл первый полуфинал 62-го международного конкурса песни «Евровидение», проходившего в Киеве.

## Биография
Дмитрий Монатик родился 1 апреля 1986 года в городе Луцке Волынской области Украинской ССР.
В подростковом возрасте увлекался брейк-дансом. Начинал танцевать в луцкой танцевальной брейк-данс команде «DBS Crew».
Музыкального образования не получал.
После окончания средней школы в 2003 году поступил на юридический факультет Волынского института имени Вячеслава Липинского в Луцке Межрегиональной академии управления персоналом (МАУП), который окончил и даже некоторое время поработал по профессии.
В 2008 году принимал участие в кастинге украинского телепроекта «Фабрика звёзд — 2» (но не прошёл его). Несмотря на это, продюсер проекта Наталия Могилевская пригласила его в свой балет. Через три месяца хореограф «Фабрики звёзд» пригласил его работать администратором.
В 2009 году совместно с Николаем Бойченко создал музыкальный коллектив «Monatique», с которым выступал в клубах.
В 2010 году принял участие в третьем сезоне телешоу «Танцуют все!» и в первом сезоне «X-Фактора».

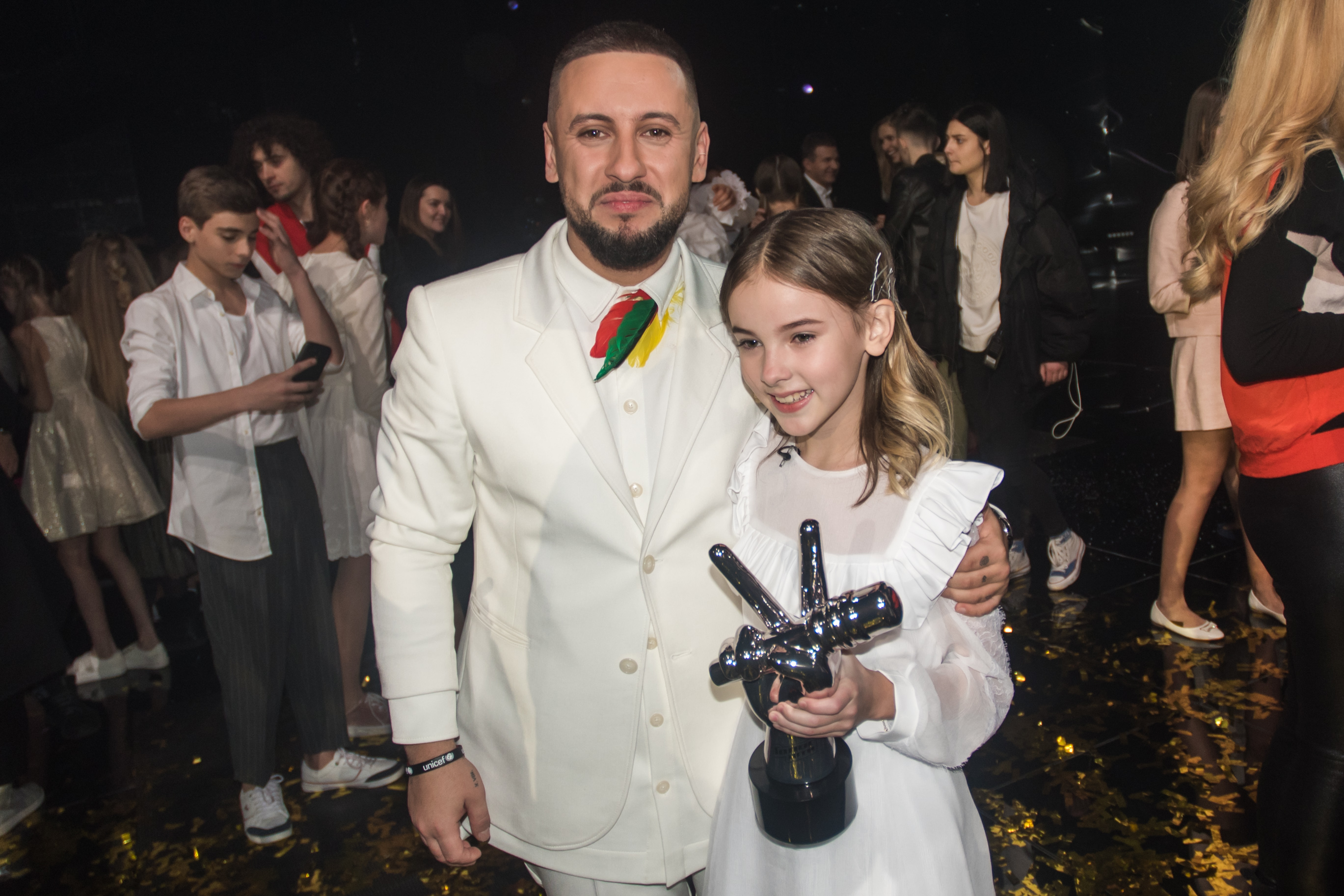
Монатик и победительница 4-го сезона украинского телешоу «Голос. Дети» Данелия Тулешова, 18 декабря 2017

В 2011 году совместно с Николаем Бойченко и балетом «D’Arts» выпустил снятый на мобильный телефон дебютный клип «ТайУлетаю». Вскоре начал писать песни для популярных исполнителей, среди которых Светлана Лобода, Анна Седокова, Ева Бушмина, Алина Гросу, Дима Билан, Серёга.
В 2016 году стал наставником в украинском вокальном проекте «Голос. Дети».
В 2016 году участвовал в телепередаче «Лига Смеха» с командой «Трио разные и ведущий»
В 2017 году стал судьёй танцевального проекта «Танці з зірками».
В 2017 году открывал Евровидение-2017 песней «Spinning» (Кружит)
В апреле 2019 года выпустил самый масштабный клип в своей карьере на данный момент. Ролик снят на песню «Love it ритм» — заглавный сингл стадионного шоу. Режиссёр видео и вся команда, участвовавшая в съёмках, вдохновлялись голливудскими экранизациями 50-х годов: «Поющие под дождём», «Забавная мордашка» и многими другими. А ещё — в клипе можно рассмотреть секретный код.

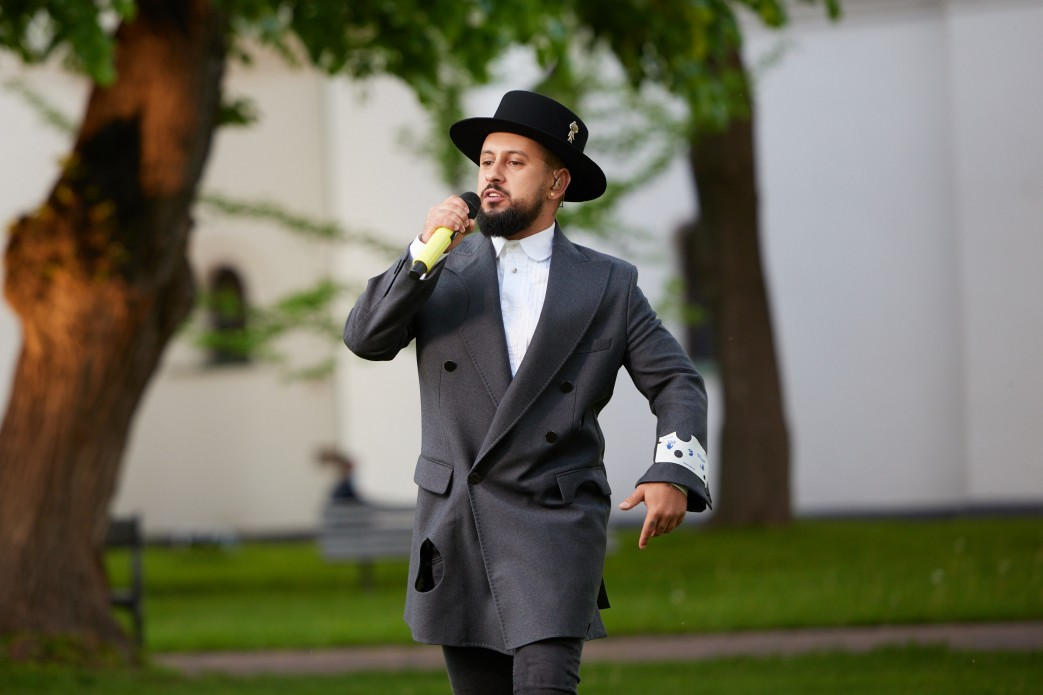
Монатик на церемонии вручения Национальной премии Украины имени Тараса Шевченко в 2021 году

24 августа 2021 года Дмитрий Монатик в День Независимости Украины, получил звание Заслуженного артиста Украины.
В феврале 2022 года выступил с критикой и осуждением вторжения России на Украину. 20 апреля попал в список украинских артистов, журналистов и работников культуры, которым запретили въезд на территорию России сроком на 50 лет.

## Личная жизнь
Дмитрий Монатик женат. Жену зовут Ирина. У супругов есть двое сыновей: Платон и Даниил. В декабре 2024 у пары родился еще один сын - Леон.

## Творчество

### Альбомы

#### «Саундтрек сегодняшнЕГО дня» («С. С. Д.») (2013)
1. ПОНЧИК

1. «ДыМ»
2. «ТайУлетаю»
3. «Важно»
4. «Саундтрек сегодняшнЕГО дня (С. С. Д.)»
5. «Воздух»
6. «Прости…»
7. «Улыбаясь»
8. «В лучшем свете»
9. «Жадная»
10. «ТерроризирУ. Е.т»
11. «Прости…» («GreenLeto» & «Sam Radeo Remix») (extended version)
12. «Важно» (feat. «Open Kids») (live acoustic version)

#### «Гравитация» (2016)
1. «Сон» («Monatik» & «L’One»)

#### «Звучит» (2016)
1. «Мудрые деревья»
2. «Кружит»
3. «Тише» (Анна Седокова & «Monatik»)
4. «Мокрая» («Monatik» & «Quest Pistols Show»)
5. «Путь»
6. «УВЛИУВТ» («Упали в любовь и ударились в танцы»)
7. «Ещё один»
8. «Сейчас»
9. «Выходной»
10. «Вечность»

#### «VISLOVO» (2019)
1. «Глубоко» («Monatik» & Надя Дорофеева)

#### «LOVE IT ритм» (2019)
1. «INTRO»
2. «То, от чего без ума»
3. «Красиво» (feat. «Alyona Alyona»)
4. «Цей день» (feat. «Нина Матвиенко»)
5. «Каждый раз»
6. «Опасность»
7. «Глубоко» (feat. «Надя Дорофеева»)
8. «Все сердца открыты»
9. «Love it ритм»
10. «Все что мне нужно»
11. «Сильно»
12. «Vitamin D»
13. «С.О.В.А?»
14. «Добеги» (feat. «Lida Lee»)
15. «Ресницы безопасности»
16. «Жизнь поёт»
17. «Каждый миг»
18. «Зашивает душу»
19. «МОиМ»
20. «OUTRO»

#### «ART Оборона» (2022)
1. «І навіть, якщо в мене залишився лише день…»
2. «From U to z»
3. «2022»
4. «Молчунам»
5. «Ми вистоїмо»
6. «ART Оборона»
7. «I.V.»
8. «Пригорни»
9. «Так і буде» (feat. DANЯ & PLATON)

### Синглы
- «ТайУлетаю» (2011)
- «Воздух» (2012)
- «ТерроризирУ. Е.т» (2012)
- «Важно» (2012)
- «Прости…» (2013)
- «Клавіші» (ft. «Kovalero») (2013)
- «Саундтрек сегодняшнЕГО дня» (2013)
- «ДыМ» (2013)
- «Улыбаясь» (2013)
- «В лучшем свете» (2014)
- «Може, вже досить» (2014)
- «Сейчас» (2014)
- «Тише» (с Анной Седоковой) (2015)
- «Мокрая» (с «Quest Pistols Show») (2015)
- «Выходной» (2015)
- «Друг мой дорогой» (саундтрек «По ту сторону») (2016)
- «Сон» (с «L’One») (2016)
- «Vitamin D» (2017)
- «То, от чего без ума» (2018)
- «Цей день» (с Ниной Матвиенко) (2018)
- «Глубоко» (с Надей Дорофеевой) (2018)
- «Зашивает душу» (2018)
- «LOVE IT ритм» (2019)
- «Добеги» (с Lida Lee) (2019)
- «Каждый раз» (2019)
- «Кобра» (с «The Hardkiss») (2020)
- «РитмоLOVE» (с Lida Lee & NiNO) (2020)
- «Ресницы безопасности» (2021)
- «Зажигать/JoMo» (2021)
- «ART Оборона» (2022)

### Видеография
| Год  | Клип                                                                  | Режиссёр                          | Альбом                                    |
| ---- | --------------------------------------------------------------------- | --------------------------------- | ----------------------------------------- |
| 2011 | «Тайулетаю»                                                           | Николай Бойченко                  | «Саундтрек сегодняшнЕГО дня» («С. С. Д.») |
| 2012 | «Воздух»                                                              | Николай Бойченко, Дмитрий Монатик | «Саундтрек сегодняшнЕГО дня» («С. С. Д.») |
| 2012 | «ТерроризирУ. Е.т»                                                    | Игорь Савченко, Дмитрий Монатик   | «Саундтрек сегодняшнЕГО дня» («С. С. Д.») |
| 2012 | «Важно» (совместно с «Open Kids»)                                     | неизвестно                        | «Саундтрек сегодняшнЕГО дня» («С. С. Д.») |
| 2013 | «Прости…»                                                             | Николай Бойченко                  | «Саундтрек сегодняшнЕГО дня» («С. С. Д.») |
| 2013 | «Клавіші» (совместно с «Kovalero»)                                    | Андрей Лисанов                    | без альбома                               |
| 2014 | «В лучшем свете» (совместно с танцевальным коллективом «Apache Crew») | Анатолий Сачивко                  | «Саундтрек сегодняшнЕГО дня» («С. С. Д.») |
| 2015 | «Тише» (совместно с Анной Седоковой)                                  | Сергей Гуман                      | «Звучит»                                  |
| 2015 | «Мокрая» (совместно с «Quest Pistols Show»)                           | Юрий Бардаш                       | «Звучит»                                  |
| 2015 | «Сейчас»                                                              | Тарас Голубков                    | «Звучит»                                  |
| 2016 | «Выходной»                                                            | Татьяна Муиньо                    | «Звучит»                                  |
| 2016 | «Кружит»                                                              | Татьяна Муиньо                    | «Звучит»                                  |
| 2016 | «Сон» (совместно с «L’One»)                                           | Медет Шаяхметов                   | «Гравитация»                              |
| 2016 | «Вечность»                                                            | Татьяна Муиньо                    | «Звучит»/«LOVE IT ритм»                   |
| 2017 | «Увлиувт» («Упали в любовь и ударились в танцы»)                      | Татьяна Муиньо                    | «Звучит»/«LOVE IT ритм»                   |
| 2017 | «Vitamin D»                                                           | Татьяна Муиньо                    | без альбома                               |
| 2018 | «То, от чего без ума»                                                 | Татьяна Муиньо                    | «LOVE IT ритм»                            |
| 2018 | «Глубоко» (совместно с Надей Дорофеевой)                              | Татьяна Муиньо                    | «LOVE IT ритм»/«VISLOVO»                  |
| 2018 | «Зашивает душу»                                                       | Татьяна Муиньо                    | «LOVE IT ритм»                            |
| 2019 | «LOVE IT ритм»                                                        | Татьяна Муиньо                    | «LOVE IT ритм»                            |
| 2019 | «Каждый раз»                                                          | Татьяна Муиньо                    | «LOVE IT ритм»                            |
| 2020 | «Сильно»                                                              | Татьяна Муиньо                    | «LOVE IT ритм»                            |
| 2020 | «ВЕЧЕРиНОЧКА» (совместно с Верой Брежневой)                           | Татьяна Муиньо                    | без альбома                               |
| 2020 | «Достопримечательность» (совместно с Lida Lee)                        | Татьяна Муиньо                    | без альбома                               |
| 2020 | «Кобра» (совместно с The Hardkiss)                                    | Валерий Бебко                     | без альбома                               |
| 2020 | «УВЛИУВТ на улице Пикадилли» (совместно с Лаймой Вайкуле)             | Татьяна Муиньо                    | без альбома                               |
| 2020 | «ритмоLOVE» (совместно с Lida Lee и NiNO)                             | Татьяна Муиньо                    | без альбома                               |
| 2021 | «Ресницы безопасности»                                                | Артем Григорян                    | без альбома                               |
| 2021 | «Зажигать/JoMo»                                                       | Татьяна Муиньо                    | без альбома                               |
| 2021 | «С.О.В.А?»                                                            | неизвестно                        | «LOVE IT ритм»                            |

### Фильмография
- 2018 — Безумная свадьба — диакон Пилипон
- 2020 — Ритм — он сам
- 2020 — Тролі 2: Світове турне — Принц DI

### Участие в рекламе
- 2017 — Samsung Electronics Украина запустил новую линейку смартфонов Samsung Galaxy A (2017). Лицом кампании выступил MONATIK[27].

## Награды и номинации
| Год  | Премия                                                | Номинация                  | Результат | Примечание                                                     |
| ---- | ----------------------------------------------------- | -------------------------- | --------- | -------------------------------------------------------------- |
| 2014 | «YUNA»                                                | Лучший композитор          | Номинация |                                                                |
| 2014 | «YUNA»                                                | Лучшая песня               | Победа    | за песню «40 градусов» в исполнении Светланы Лободы («Loboda») |
| 2015 | «YUNA»                                                | Лучший певец               | Номинация |                                                                |
| 2015 | «M1 Music Awards»                                     | Прорыв года                | Победа    |                                                                |
| 2016 | «YUNA»                                                | Лучший соло-артист         | Номинация |                                                                |
| 2016 | «YUNA»                                                | Лучший дуэт                | Номинация | за песню «Мокрая» с «Quest Pistols Show»                       |
| 2016 | «Премия RU.TV»                                        | Лучший танцевальный клип   | Номинация | за клип на песню «Мокрая» с «Quest Pistols Show»               |
| 2016 | «M1 Music Awards»                                     | Певец года                 | Победа    |                                                                |
| 2016 | Российская национальная музыкальная премия «Виктория» | Лучший танцевальный проект | Победа    | за песню «Кружит»                                              |
| 2017 | «YUNA»                                                | Лучший соло-артист         | Номинация |                                                                |
| 2017 | «YUNA»                                                | Лучшая песня               | Номинация | за песню «Кружит»                                              |
| 2017 | «YUNA»                                                | Лучший альбом              | Победа    | за альбом «Звучит»                                             |
| 2017 | «YUNA»                                                | Лучший видеоклип           | Победа    | за видеоклип на песню «Кружит»                                 |
| 2017 | «YUNA»                                                | Лучший дуэт                | Номинация | за песню «Сон» совместно с «L’One»                             |
| 2017 | «Премия RU.TV»                                        | Лучший танцевальный клип   | Номинация | за песню «Кружит»                                              |
| 2018 | «YUNA»                                                | Лучшая песня               | Номинация | за песню «Vitamin D»                                           |
| 2018 | «YUNA»                                                | Лучший исполнитель         | Победа    |                                                                |
| 2018 | «YUNA»                                                | Лучший видеоклип           | Победа    | за видеоклип на песню «Vitamin D»                              |
| 2018 | «YUNA»                                                | Лучшее концертное шоу      | Победа    | Live Show «Vitamin D»                                          |
| 2018 | «ЖАРА Music Awards»                                   | Лучший певец               | Номинация |                                                                |
| 2018 | «ЖАРА Music Awards»                                   | Танцевальное видео         | Победа    | «Vitamin D»                                                    |
| 2018 | «Музыкальная платформа»                               | Лучшая песня               | Победа    | «Vitamin D» «УВЛИУВТ»                                          |
| 2018 | «Премия RU.TV»                                        | Фан или профан             | Номинация |                                                                |
| 2019 | «M1 Music Awards»                                     | Певец года                 | Победа    |                                                                |
| 2019 | «M1 Music Awards»                                     | Клип года                  | Победа    | За видеоклип на песню «Каждый раз»                             |
| 2019 | «M1 Music Awards»                                     | Dance Parade               | Победа    | Live Show «Love It Ритм»                                       |